# Brouzet-lès-Alès
Brouzet-lès-Alès település Franciaországban, Gard megyében. Lakosainak száma 681 fő (2022. január 1.). Brouzet-lès-Alès Bouquet, Navacelles, Les Plans, Saint-Just-et-Vacquières és Seynes községekkel határos.

## Népesség
A település népességének változása:
| Lakosok száma | 342  | 348  | 392  | 555  | 633  | 644  | 649  | 671  | 678  | 681  |
|               | 1968 | 1982 | 1990 | 2006 | 2013 | 2015 | 2017 | 2019 | 2020 | 2022 |